# The Best of David Bowie 1980/1987
The Best of David Bowie 1980/1987 è un album di raccolta del cantautore britannico David Bowie, pubblicato nel 2007.

## Tracce

### CD
1. Let's Dance (Single version) – 4:07
2. Ashes to Ashes (Single version) – 3:36
3. Under Pressure (with Queen) – 4:05
4. Fashion (Single version) – 3:26
5. Modern Love (Single version) – 3:58
6. China Girl (Single version) – 4:17
7. Scary Monsters (And Super Creeps) (Single version) – 3:32
8. Up the Hill Backwards – 3:15
9. Alabama Song – 3:52
10. The Drowned Girl – 2:26
11. Cat People (Putting Out Fire) (Film version single edit) – 4:12
12. This Is Not America (with the Pat Metheny Group) – 3:51
13. Loving the Alien – 7:08
14. Absolute Beginners (Single version) – 5:37
15. When the Wind Blows – 3:34
16. Blue Jean – 3:11
17. Day-In Day-Out (Single version) – 4:11
18. Time Will Crawl – 4:18
19. Underground (Single version) – 4:26

### DVD
1. Ashes to Ashes
2. Fashion
3. Under Pressure
4. The Drowned Girl (Previously unreleased)
5. Let's Dance
6. China Girl (Censored version)
7. Modern Love
8. Cat People (Putting Out Fire)
9. Blue Jean
10. Loving the Alien (Censored version)
11. Absolute Beginners
12. Underground
13. When the Wind Blows (Previously unreleased)
14. Day-In Day-Out
15. Time Will Crawl